# John Oliver Barres

Bischofswappen von John Oliver Barres

John Oliver Barres ('bærɪs; * 20. September 1960 in Port Chester) ist ein US-amerikanischer Geistlicher und römisch-katholischer Bischof von Rockville Centre.

## Leben
Der Bischof von Wilmington, Robert Edward Mulvee, weihte ihn am 21. Oktober 1989 zum Priester.
Papst Benedikt XVI. ernannte ihn am 27. Mai 2009 zum Bischof von Allentown. Der Erzbischof von Philadelphia, Justin Francis Kardinal Rigali, spendete ihm am 30. Juli desselben Jahres die Bischofsweihe; Mitkonsekratoren waren Michael Angelo Saltarelli, Altbischof von Wilmington, und William Francis Malooly, Bischof von Wilmington. Als Wahlspruch wählte er Holiness and Mission.
Papst Franziskus ernannte ihn am 9. Dezember 2016 zum Bischof von Rockville Centre. Die Amtseinführung fand am 31. Januar des folgenden Jahres statt.